# Norodom Monineath
Norodom Monineath (in khmer: នរោត្ដម មុនិនាថ សីហនុ, nata Paule Monique Izzi; Saigon, 18 giugno 1936) è stata regina consorte di Cambogia dal 1952 al 1955 e dal 1993 al 2004, come moglie di Norodom Sihanouk.
È regina madre dal 2004 e il suo titolo ufficiale è Samdech Preah Mahaksatrey Norodom Monineath Sihanouk (in khmer: សម្តេចព្រះមហាក្សត្រី នរោត្តម មុនិនាថ សីហនុ), anche se a volte viene chiamata Preah Voreakreach Meada Cheat Khmer (in khmer: ព្រះវររាជមាតាជាតិខ្មែរ, letteralmente "madre della nazione degli Khmer").
È nota popolarmente come regina Monique e il suo compleanno è festa nazionale in Cambogia.

## Biografia

### Giovinezza
Paule Monique Izzi è nata nel 1936 quale figlia minore di una famiglia borghese a Saigon, dove il padre Jean-François, banchiere francese di origini corse e italiane ucciso durante la guerra, dirigeva il Crédit Foncier. La madre, Pomme Peang, era originaria di Phnom Penh.
Studiò nelle scuole più prestigiose della capitale cambogiana, prima alla Norodom Primary School, poi al Liceo Sisowath e al Lycée René Descartes. Parla fluentemente in francese, inglese e khmer.

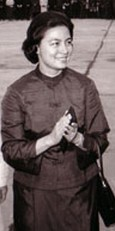
Monineath nel 1972

Nel 1951 incontrò per la prima volta Norodom Sihanouk, quando le consegnò il primo premio di un concorso di bellezza. Iniziarono a convivere nel 1952.

### Regina di Cambogia
Sposò il re con una cerimonia privata all'età di 15 anni, il 12 aprile 1952, e ufficialmente il 5 marzo 1955, entrambe le volte al Palazzo Khemerin. Divenne la sua sesta moglie e, conosciuta all'inizio come "principessa Monique", assunse il nome attuale nel 1968, dopo il divorzio di Sihanouk dalla sua quinta moglie.

### Colpo di Stato ed esilio
Dopo il colpo di Stato del 1970, Monineath raggiunse il marito a Pechino, per poi spostarsi in Corea del Nord dove Kim Il-sung fece edificare per loro un palazzo dotato di 60 stanze e un cinema.
Il disprezzo verso Lon Nol, fautore del golpe, spinse i due coniugi ad approvare le azioni dei khmer rossi e, col sostegno della Cina, a viaggiare sull'Ho Chi Minh Train per manifestare il loro consenso verso le sollevazioni comuniste. Incontrarono così anche Khieu Samphan.

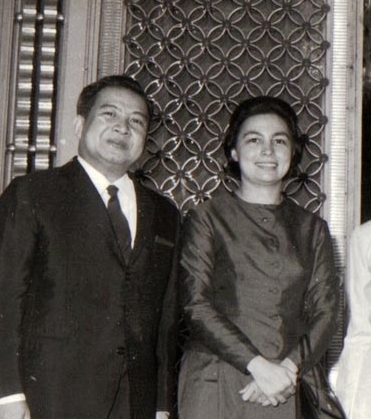
Sihanouk e Monineath nel 1974

Nel 1975 ebbe fine la guerra civile con la vittoria dei khmer rossi e, al contrario di ogni loro aspettativa, il regime fece in modo che dall'anno seguente i due vivessero in isolamento nel palazzo reale. Pol Pot propose la loro condanna a morte, mai avvenuta grazie all'intervento di Mao Zedong e Kim Il-sung.
Nel gennaio 1979, raggiunto il culmine dell'invasione del Paese da parte del Vietnam, la prigionia della coppia terminò quando vennero evacuati dalla Cambogia dai cinesi su permesso di Pol Pot. Fino al termine dell'occupazione vietnamita, nel 1989, i due ex sovrani vissero in condizioni migliori tra Pechino e Pyongyang.
Norodom Monineath prese parte ai negoziati tra il marito e Hun Sen, nel 1987 e nel 1988, per poi tornare in Cambogia nel 1991, anno in cui la guerra giunse ufficialmente alla fine. Nel 1992 il marito le conferì, in segno di gratitudine, il titolo di "Samdech Preah Cheayea".

### Ritorno sul trono
Nel 1993 la monarchia fu restaurata e fu elevata al titolo di "Samdech Preah Mohesey Norodom Monineath". Nel 1996 divenne "Samdech Preah Reach Akka Mohesey Norodom Monineath" e, prima dell'abdicazione, il re suggerì una modifica della Costituzione, alla fine mai apportata, in modo da consentire alla moglie di diventare reggente.

### Regina madre
Il 14 ottobre 2004 il suo primogenito salì al trono, una settimana dopo l'abdicazione del marito gravemente malato. Ne è vedova dal 2012. Il 20 ottobre 2004 l'Assemblea nazionale l'ha nominata "Grande Madre della Nazione Khmer in Libertà, Dignità e Felicità".

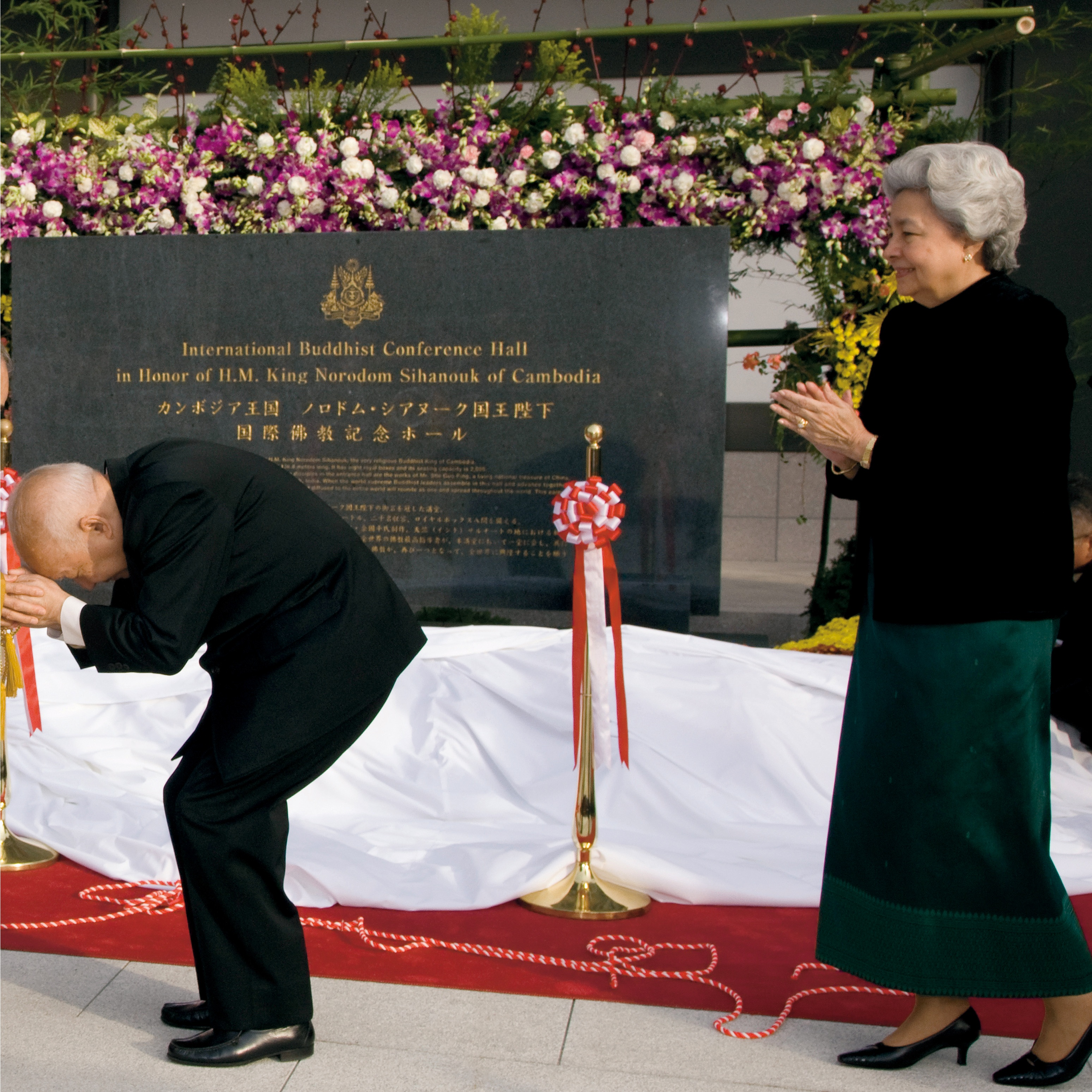
Sihanouk e Monineath presso l'International Buddhist Conference Hall al Nenbutsushu Sampozan Muryojuji Temple di Arashiyama, 2011

La regina Monique è la nona persona ad aver ricevuto la Friendship Medal of China, consegnatale da Xi Jinping per meriti di cooperazione tra la Cina e la Cambogia. È attiva in azioni benefiche e sostiene il Kantha Bopha Hospital e il Sihanouk Hospital Center of Hope.
È anche coinvolta nelle attività dell'ente Samdech Euv Team, che opera nella costruzione di edifici abitativi, sanitari e scolastici.

## Patronati
- Presidente Onorario della Croce Rossa Cambogiana (Presidente dal 1967 al 1970).
- Copresidente del Partito Funcinpec (dal 1989 al 1992).

## Discendenza
Norodom Monineath e Norodom Sihanouk ebbero due figli:
- Re Norodom Sihamoni (1953);
- Principe Norodom Narindrapong (1954-2003).

## Titoli e trattamento
- 5 marzo 1955 - 20 febbraio 1992: Anak Munang[4]
- 20 febbraio 1992 - 24 settembre 1993: Sua Altezza Reale, la principessa Norodom Monineath[4]
- 24 settembre 1993 - 2 gennaio 1996: Sua Maestà, la regina di Cambogia[4]
- 2 gennaio 1996 - 20 ottobre 2004: Sua Maestà, la Prima Regina[4]
- 20 ottobre 2004 - attuale: Sua Maestà, Samdach Braht Raja Akhara Mahasuri Naradhama Muninatha Simhani, Grande Madre della Nazione Khmer in Libertà, Dignità e Felicità[4]

## Ascendenza
|                    |     |                                | Genitori |  |  | Nonni |  |  | Bisnonni |  |  | Trisnonni |  |
|                    |     |                                |          |  |  |       |  |  | ...      |  |  | ...       |  |
|                    |     |                                |          |  |  |       |  |  | ...      |  |  | ...       |  |
|                    |     | ...                            |          |  |  |       |  |  | ...      |  |  |           |  |
| ...                |     |                                |          |  |  |       |  |  | ...      |  |  |           |  |
|                    |     | ...                            | ...      |  |  |       |  |  |          |  |  |           |  |
|                    |     | ...                            | ...      |  |  |       |  |  |          |  |  |           |  |
|                    |     | ...                            | ...      |  |  |       |  |  |          |  |  |           |  |
| Jean-François Izzi |     | ...                            |          |  |  |       |  |  |          |  |  |           |  |
|                    |     | ...                            | ...      |  |  |       |  |  |          |  |  |           |  |
|                    |     | ...                            | ...      |  |  |       |  |  |          |  |  |           |  |
|                    |     | ...                            | ...      |  |  |       |  |  |          |  |  |           |  |
| ...                |     | ...                            |          |  |  |       |  |  |          |  |  |           |  |
|                    |     | ...                            | ...      |  |  |       |  |  |          |  |  |           |  |
|                    |     | ...                            | ...      |  |  |       |  |  |          |  |  |           |  |
|                    |     | ...                            | ...      |  |  |       |  |  |          |  |  |           |  |
| Norodom Monineath  |     | ...                            |          |  |  |       |  |  |          |  |  |           |  |
|                    | ... | ...                            |          |  |  |       |  |  |          |  |  |           |  |
|                    | ... | ...                            |          |  |  |       |  |  |          |  |  |           |  |
|                    | ... | ...                            |          |  |  |       |  |  |          |  |  |           |  |
| Peang              | ... |                                |          |  |  |       |  |  |          |  |  |           |  |
|                    |     | ...                            | ...      |  |  |       |  |  |          |  |  |           |  |
|                    |     | ...                            | ...      |  |  |       |  |  |          |  |  |           |  |
|                    |     | ...                            | ...      |  |  |       |  |  |          |  |  |           |  |
| Pomme Peang        |     | ...                            |          |  |  |       |  |  |          |  |  |           |  |
|                    |     | Un cavaliere cinese-cambogiano | ...      |  |  |       |  |  |          |  |  |           |  |
|                    |     | Un cavaliere cinese-cambogiano | ...      |  |  |       |  |  |          |  |  |           |  |
|                    |     | Un cavaliere cinese-cambogiano | ...      |  |  |       |  |  |          |  |  |           |  |
| Ouk                |     | Un cavaliere cinese-cambogiano |          |  |  |       |  |  |          |  |  |           |  |
|                    |     | ...                            | ...      |  |  |       |  |  |          |  |  |           |  |
|                    |     | ...                            | ...      |  |  |       |  |  |          |  |  |           |  |
|                    |     | ...                            | …        |  |  |       |  |  |          |  |  |           |  |
|                    |     | ...                            |          |  |  |       |  |  |          |  |  |           |  |